# Зимен
Зи́мен (болг. Зимен) — село в Бургаській області Болгарії. Входить до складу общини Карнобат.

## Населення
За даними перепису населення 2011 року у селі проживали 139 осіб.
Національний склад населення села:
| Національність   | Кількість осіб | Відсоток |
| ---------------- | -------------- | -------- |
| болгари          | 61             | 47,3%    |
| цигани           | 54             | 41,9%    |
| турки            | 12             | 9,3%     |
| Всього відповіли | 129            |          |

Розподіл населення за віком у 2011 році:
Динаміка населення: